# Modernisme (littérature espagnole)
 (août 2016).
Pour les articles homonymes, voir Modernisme (homonymie).

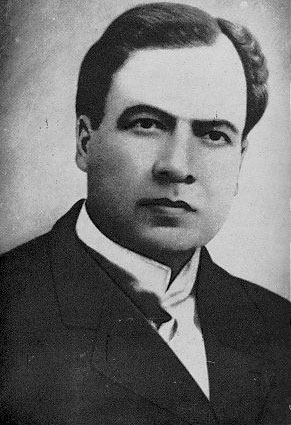
Rubén Darío, fondateur du modernisme en Amérique hispanique.

Dans la littérature espagnole, le  modernisme (en espagnol, « modernismo ») dénomme un mouvement littéraire que s'est développé entre les années 1880-1920, fondamentalement dans le milieu de la poésie, et qui s'est caractérisé par une rébellion créatrice, une tendance narcissique et aristocratique, le cosmopolitisme et une profonde rénovation esthétique du langage et de la métrique.

## Principaux écrivains espagnols
- Tomás Morales Castellano
- Morales Castellano (Moya, 1884-Las Palmas de Gran Canaria, 1921)
- Álvarez de Cienfuegos (Martos, 1885-Puertollano, 1957)
- Ricardo Gil (Madrid, 1858-Madrid, 1908)
- Manuel Machado (Seville, 1874-Madrid, 1947)
- Eduardo Marquina (Barcelone, 1879-New York, 1946)
- Manuel Reina Montilla (Puente Genil, 1856-  1905)
- Salvador Rueda (Benaque, 1857-Málaga,1933)
- Saulo Torón Navarro  (Gran Canaria, 1885-idem, 1974)
- Alonso Quesada (Las Palmas de Gran Canaria, (1885-idem, 1925)
- Francisco Villaespesa (Alpujarra, 1877-Madrid, 1936)

## Autres écrivains de langue espagnole
- Félix Rubén García Sarmiento , plus connu sous le nom de  Rubén Darío, poète nicaraguayen,  (Metapa, 1867 - 1916 Léon)
- José Santos Chocano   poète péruvien (Lima, 1875 - Santiago du Chili, 1934).
- José Julián Martí Pérez, poète et homme politique cubain (La Havane, 1853 - Dos Ríos, 1895)